# ¡Qué bueno, qué bueno!
«¡Qué bueno, qué bueno!» es una canción compuesta por Antonio Figueroa Egea e interpretada por la cantante española Conchita Bautista, con la que representó a RTVE en el Festival de la Canción de Eurovisión 1965.

## Elección
Fue elegida el 7 de febrero de 1965 en una gala celebrada en los estudios de RTVE en Barcelona y presentada por Irene Mur y José Luis Barcelona como canción representante de España en el Festival de la Canción de Eurovisión 1965, superando a intérpretes como Dúo Dinámico o Raphael, quien sería elegido como candidato de la siguiente edición.

## La canción en el Festival
El 20 de marzo de 1965 se celebró en Nápoles la edición de 1965 del Festival de la Canción de Eurovisión, actuando la intérprete española en tercer lugar.
La canción quedó en decimoquinta y última posición, empatada a 0 puntos con los intérpretes de Alemania Occidental, Bélgica, y Finlandia.